# Alfredo Camiña
Alfredo Camiña( Buenos Aires, 1896 - ibídem, 1944) fue un primer actor dramático argentino de cine mudo y sonoro y teatro.

## Carrera

### Teatro
En 1921 su propia Compañía Rioplatense hizo la obra Hijos del pueblo en el Teatro Boedo. En 1936 hizo Compañeros con la que incurisonó en Argentina y Uruguay.
En 1928 trabajó bajo las órdenes de Manuel Romero y Luis Bayón Herrera en la Gran Compañía de Arte y Sátira del teatro Sarmiento con Carmen Lamas, Severo Fernández y José Otal. Otros de los integrantes eran Sofía Bozán, Pedro Quartucci, Gloria Guzmán y Marcos Caplán.
En 1930 pasó a ocupar la Compañía de Olinda Bozán con los primeros actores Paco Bustos y José Otal.
Formó entre 1932 y 1933 la "Compañía Dealessi-Camiña-Caplán-Serrano" conformada junto con la primera actriz Pierina Dealessi, Marcos Caplán y Enrique Serrano. En el elenco también se le sumaban Aparicio Podestá, María Armand, Malva Castelli, Martín Zabalúa, Gonzalo Palomero, Alfredo Fornaresio, Tomás Hartich, Arturo Podestá, Juan Castro, Juan Viura, Tito Carné, entre otros. Con este grupo teatral estrena en teatros como el Smart o el Cómico, las obras La vuelta de Miss París, Detrás de cada puerta, Fiesta de Santa Angélica, Una santa en el infierno, entre otras.
Entre 1934 y 1935 participó en la obra Dios se lo pague.
Trabajó en El casado infiel, compartiendo cartel con Pablo Palitos, Irene López Heredia, Juan Carlos Thorry, Elisa Christian Galvé, entre otros.
En 1937 hizo Las cinco advertencias de Satanás  de Ernesto Vilches, con Nedda Francy, Silvia Parodi y Enrique Serrador.
En 1940 trabajó en las obras La picara Florentina, Por que se quedó soltera, El hombre del pañuelo azul, Compañeras de colegio, Desafío de amor, El viaje, Un sueño de amor y Extraña pasión. Bajo la Compañía Mecha Ortiz, y  dirección de Edmundo Guibourg. Con un elenco estático conformado por Pablo Vicuña, Rosa Rosen, Julio Renato y Tina Helba.
En 1941 actuó en las obras Romance, Llévame en tus brazos, La fiesta, El hombre que yo quiera,  Eso es portarse bien y La escalera, toda ella estrenadas en el Teatro Smart. Hizo también Lo Imposible de W. Somerset Maugham, con Pepita Serrador, María Esther Podestá, Adela Morey, Pablo Vicuña y Alberto Soler. En el Teatro París. En ese año también hizo Una Mujer Demasiado Honesta de Nicolás Manzari y El Tren Azul. 
También hizo las obras Juancito de la Ribera y El patio de la Morocha.
Era un gran amigo del actor Osvaldo Miranda. Trabajó con otros grandes como Camila Quiroga, María Esther Gamas, Eva Franco, Luis Arata, Pedro Gialdroni y Marcelo Ruggero.

### Otras actividades
De tendencia radical, el 18 de marzo de 1919 se realizó a la 1:30 de la madrugada, en el Teatro Argentino, la reunión constitutiva de la Asociación Argentina de Actores, de la cual firmó junto con otros actores como Luis Arata, José Otal y Gregorio Cicarelli, entre otros, interviniendo activamente en los orígenes de dicha sociedad.

### Filmografía
- 1916: Resaca
- 1925: Tu cuna fue un conventillo.
- 1931: Las luces de Buenos Aires junto a Carlos Gardel.
- 1934: Riachuelo.
- 1940: Yo hablo... (1940).[4]